# 陳氏黏盲鰻
陳氏黏盲鰻，為盲鳗科黏盲鰻屬的其中一種，被IUCN列為易危保育類動物，分布於西北太平洋臺灣西南部海域，為深海魚類，棲息深度100-200公尺，體延長呈圓柱狀，體後方側扁，眼退化為皮膚所覆蓋，無上下頜，口腔外緣具四對鬚，5對鰓囊與鰓孔,間隔很密成一直線，鰓無黏液孔，齒列式 10+3/3+10，體長可達37.7公分，屬肉食性，沒有交配器官，性腺位於腹膜腔內，卵巢位於性腺的前部，睾丸位於性腺的後部，若性腺的顱部發育，則成為雌性；若性腺的尾部發生分化，則成為雄性，生活習性不明。